# Phragmites
A Phragmites az egyszikűek (Liliopsida) osztályának perjevirágúak (Poales) rendjébe, ezen belül a perjefélék (Poaceae) családjába tartozó nemzetség.

## Előfordulásuk
A különböző Phragmites-fajok az egész világon előfordulnak, még egyes arktiszi szigeten is. Korábban kivételt képeztek a következő térségek és országok: Észak-Amerika északnyugati és északkeleti részei, valamint Grönland, Izland és a Karib-térség; Dél-Amerikának a keleti feléből hiányoztak; Afrikában csak Guineában és Sierra Leonéban nem őshonosak; Eurázsiának a legkeletibb, orosz végében nem éltek; Új-Zélandra sem jutottak el természetes úton. Ott ahol korábban nem fordultak elő, az ember sokfelé betelepítette.

## Rendszerezés
A nemzetségbe az alábbi 4 faj tartozik:
- közönséges nád (Phragmites australis) (Cav.) Trin. ex Steud. - típusfaj
- Phragmites japonicus Steud.
- Phragmites karka (Retz.) Trin. ex Steud.
- Phragmites mauritianus Kunth